# Мартиніка (аеропорт)
Міжнародний аеропорт Мартиніки імені Еме Сезера (IATA: FDF, ICAO: TFFF) — міжнародний аеропорт Мартиніки на Французьких Антильських островах. Розташований у Ламантен, передмісті столиці Фор-де-Франс, він був відкритий у 1950 роц і та перейменований у 2007 році на честь письменника та політика Еме Сезера.